# Dachausbau des Hauses Falkestraße 6

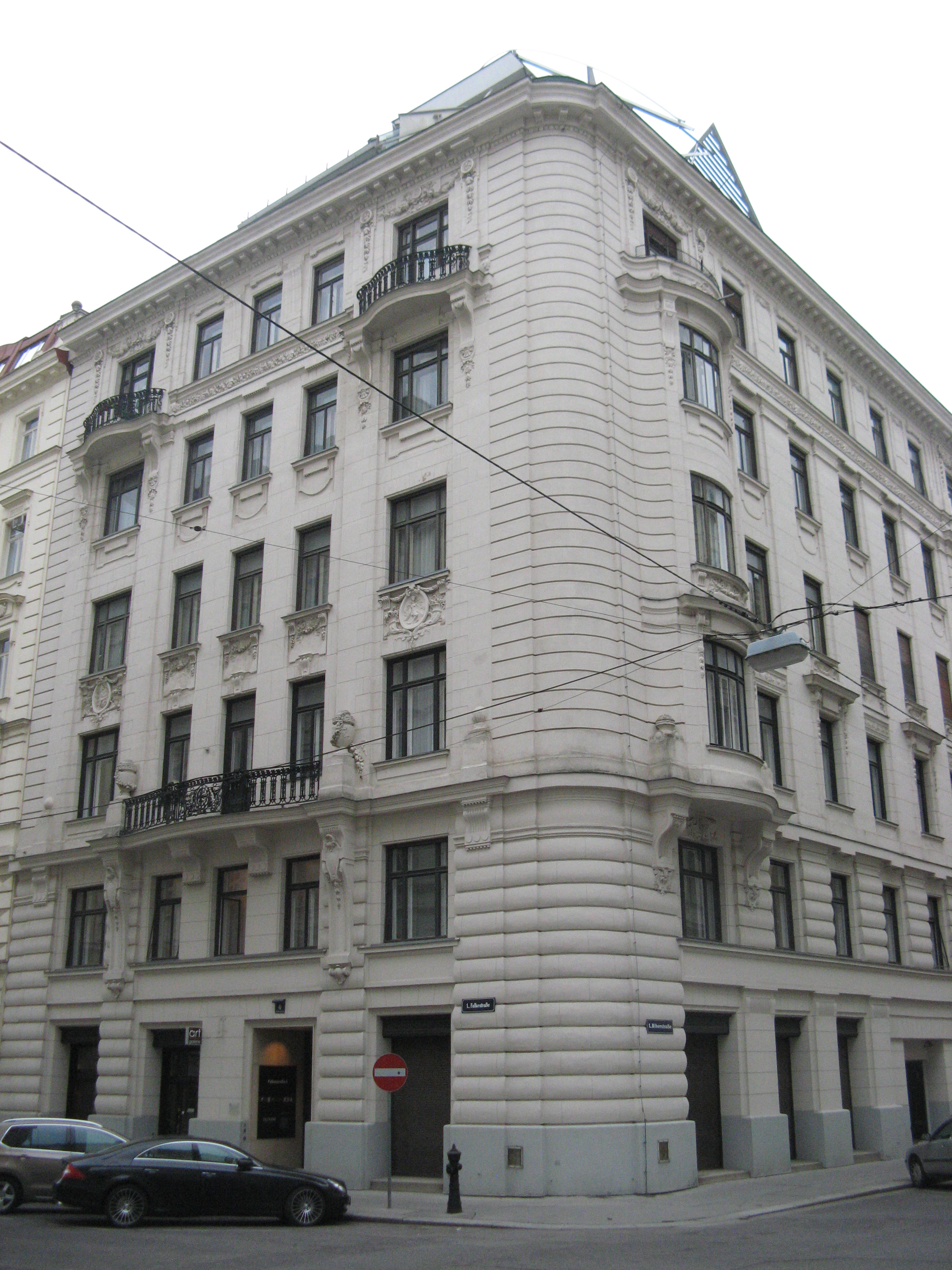
Falkestraße 6 von unten

Der Dachausbau der Falkestraße 6 in Wien, Österreich, ist ein Architekturprojekt von Coop Himmelb(l)au. Es ist eines der ersten dekonstruktiven Bauwerke. Der Umbau ist ein Dachaufbau auf einem 1902 von Carl Mayer erbauten Haus. Die Rechtsanwälte Schuppich, Sporn und Winischhofer brauchten mehr Platz, für den Coop Himmelblau auf ungewöhnliche Weise sorgte. Der Umbauentwurf begann 1983, der endgültige Bau wurde Ende 1988 fertiggestellt.

## Das Bauwerk
Die Dacherweiterung selbst hat eine insektoide Struktur, die das bestehende Gebäude chaotisch verzerrt und gewaltsam zerschneidet. Sie besteht aus einem 90 m² großen Konferenzraum unterhalb des Hauptflügels sowie weiteren Büros und einem Empfangsraum in der Dachebene. Das Ganze liegt unter einem raumschaffenden Bogen, einem Blitz, einem Flügel oder einer visualisierten Energielinie über dem Dachgeschoß. Beim Betreten scheint die Konstruktion über einem zusammenzubrechen. Durch ein Lichtsystem funkelt das Dach in der Nacht wie ein Kristall. „Wir haben gerade eine neue Ecklösung interpretiert… es war eine der ersten dekonstruktivistischen Architekturen der Welt“ – Wolf D. Prix. Der „Umbau dieses Daches war besonders schwierig, weil wir Material und Dachneigung nicht verändern durften. Also zeigten wir das Modell dem Bürgermeister von Wien, Helmut Zilk und fragten ihn, ob er das für Architektur hielt. Er sagte: ‚Sieht für mich eher nach Kunst aus.‘ Und wir sagten ‚Danke Ihnen sehr‘, denn Kunst unterliegt nicht den Regeln der Bauordnung“ – Wolf D. Prix. Heute, nach über drei Jahrzehnten, zeigen die teilweise improvisierten Details Spuren der Abnutzung (Silikon altert und Stahl kann rosten), dies wird aber auch als „Patina“ wahrgenommen.

## Rezeption
Die Dacherweiterung wurde vom Architekturtheoretiker Charles Jencks als „eine wilde Mischung aus verdrehten und verzogenen Formen, die einem toten Flugsaurier ähnelt, der auf dem Dach abgestürzt ist“, beschrieben. Die Dacherweiterung Falkestraße wurde 1988 in die Ausstellung Dekonstruktivistische Architektur im MOMA (kuratiert von Philip Johnson und Mark Wigley) aufgenommen. Wigley schreibt: „Ein dekonstruktiver Architekt ist deshalb nicht jemand, der Gebäude demontiert, sondern jemand, der den Gebäuden inhärente Probleme lokalisiert.“